# Karl-Sauer-Straße 11
Das Eckhaus an der Karl-Sauer-Straße 11, Marienring 1 in Landau in der Pfalz steht unter Denkmalschutz.

## Lage
Das Gebäude befindet sich im Süden der Landauer Kernstadt an der Einmündung der Karl-Sauer-Straße in den Marienring; letzterer ist mit der Landesstraße 509 identisch.

## Geschichte
Das Bauwerk wurde 1907 als Doppelwohnhaus mit Jugendstilmotiven nach Entwürfen von Karl Barth für Adam Börstler erbaut; früher diente es zusätzlich als Restauration. Das dreigeschossige Gebäude mit Klinkerfassade hatte früher einen turmartigen Aufsatz mit geschweifter Haube, die jedoch verloren ging.

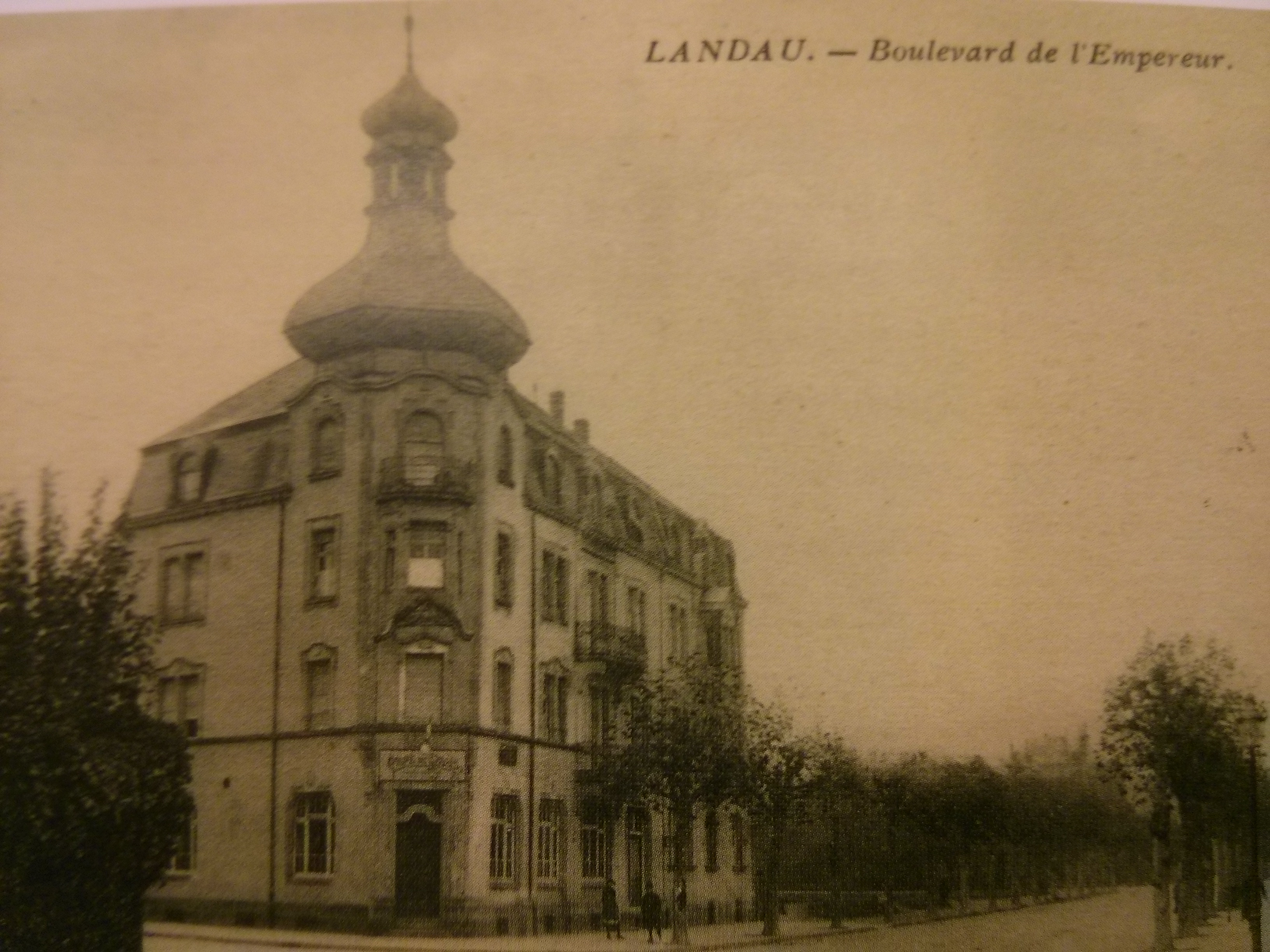
Gebäude im Originalzustand